# Infanticid
 Ovo je glavno značenje pojma Infanticid. Za druga značenja pogledajte Infanticid kod životinja.
Infanticid (lat. infanticidium, od infans - dijete + -cid) ili čedomorstvo, izraz je koji u najširemu smislu označava čin ubojstva ili namjernoga usmrćivanja djece. Pod time se u pravilu podrazumijeva širi pojam od ubijanja vlastite djece ili potomaka (prolicid), tj. mogu ga počiniti osobe koje nemaju neposredne veze s djecom.
Infanticid je fenomen, koji je široko rasprostranjen u životinjskom svijetu, a kod čovjeka je, sudeći prema povijesnim izvorima te arheološkim i antropološkim istraživanjima, bio u većoj ili manjoj mjeri, prisutan od početaka ljudske vrste pa do današnjih dana u gotovo svim ljudskim društvima. Obično se vršio iz ekonomskih i religijskih motiva, odnosno kao dodatni oblik prirodnoga izbora - tj. eliminacije djece koju se držalo „nenormalnom”, „čudovišnom”, „slabom” ili u nekom smislu inferiorna normalnoj djeci.
Kao podvrsta infanticida je neonaticid, odnosno ubijanje novorođenčadi, te feticid ili ubijanje nerođene djece.
Specifičan oblik infanticida je čedomorstvo koje čini majka neposredno nakon porođaja, a koja moderna kaznena zakonodavstva obično reguliraju kao kvalificirano blaži oblik ubojstva, zbog smanjene uračunljivosti.
Ubijanje novorođenčadi bilo je nekada rašireno među kanadskim Eskimima koji su ubijali žensku djecu, i u Južnoj Americi kod Indijanaca Mbaya.

## Poveznice
- Pokolj nevine dječice
- Pobačaj
- Kineska politika jednog djeteta
- Kontrola rasta stanovništva